# العمة نور (مسلسل)
العمة نور مسلسل تليفزيوني مصري

## الشخصيات الرئيسية
| الشخصية   | الممثل              |
| --------- | ------------------- |
| نور       | نبيلة عبيد          |
| عطوة      | أحمد الفيشاوي       |
| داليا     | بشرى                |
| أوسة      | فادية عبد الغني     |
| منير      | عبد الرحمن أبو زهرة |
| سراج      | كريم أبو زيد        |
| فريد فشوش | عزت أبو عوف         |